# 吉河水库
吉河水库是中国湖北省襄阳市枣阳市境内的一座水库，位于沙河主流上，建于1977年。水库正常库容为2726万立方米，集雨面积为105平方千米，海拔为144.5米。